# PNV J20233073+2046041
PNV J20233073+2046041 (inne nazwy: Nova Delphini 2013, V339 Del) – jasna gwiazda nowa w gwiazdozbiorze Delfina. Została odkryta 14 sierpnia 2013 r. przez japońskiego miłośnika astronomii Koichi Itagaki, miała wtedy jasność obserwowaną 6,8m. Maksimum (4,3m) osiągnęła 16 sierpnia 2013. W ten sposób trafiła na listę 30 najjaśniejszych gwiazd nowych w historii współczesnej astronomii. Obserwacje spektroskopowe wykazały, że mamy do czynienia z klasyczną nową w początkowej fazie wybuchu.